# Блејкли (Пенсилванија)
Блејкли (енгл. Blakely) град је у америчкој савезној држави Пенсилванија.

## Демографија
По попису из 2010. године број становника је 6.564, што је 463 (-6,6%) становника мање него 2000. године.
| Група             | 2000.         | 2010.         |
| Белци             | 6.878 (97,9%) | 6.265 (95,4%) |
| Афроамериканци    | 20 (0,3%)     | 67 (1,0%)     |
| Азијати           | 32 (0,5%)     | 45 (0,7%)     |
| Хиспаноамериканци | 54 (0,8%)     | 116 (1,8%)    |
| Укупно            | 7.027         | 6.564         |